# Lidské tělo

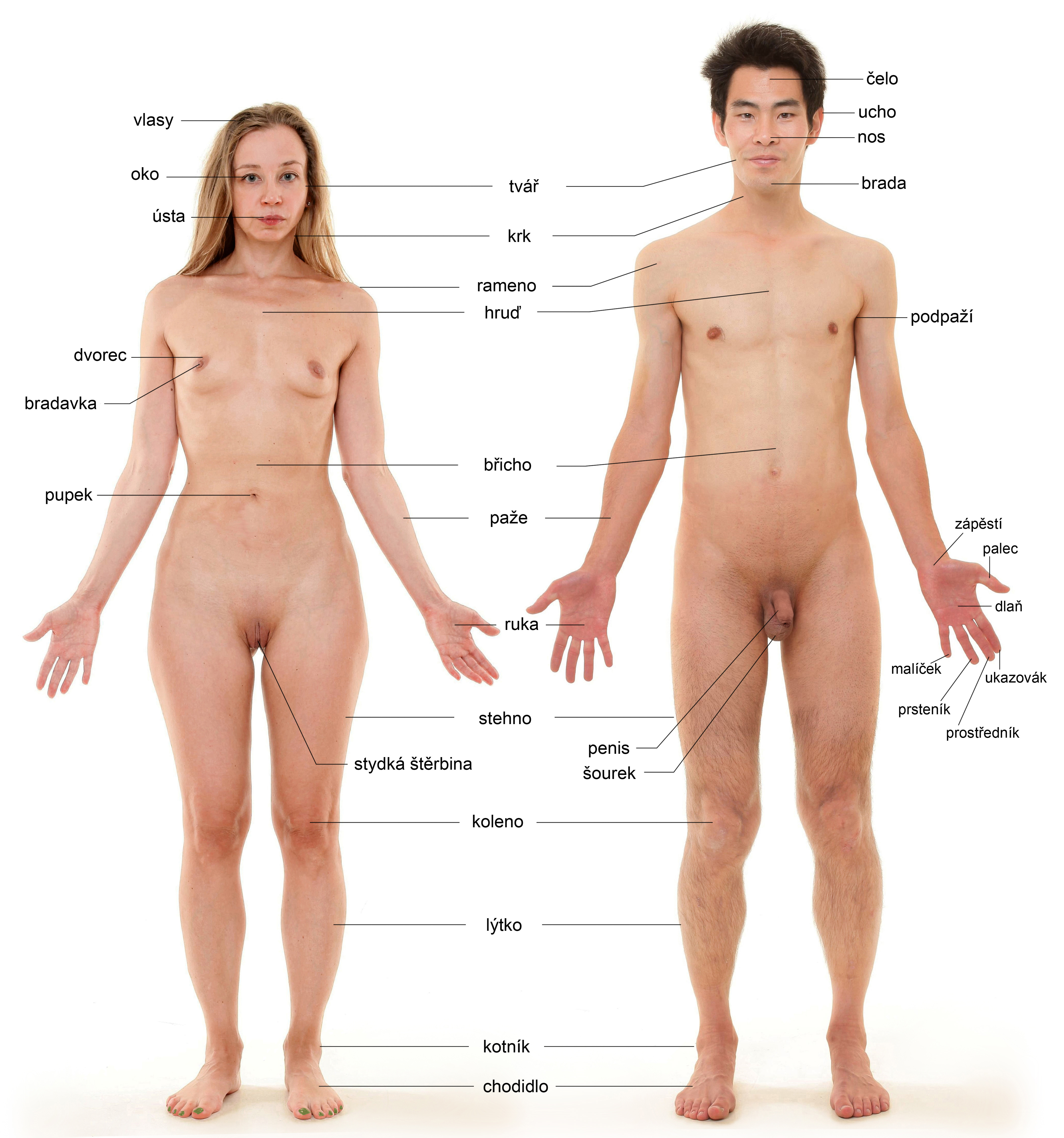
Anatomické zobrazení ženského a mužského těla bez pubického ochlupení

Lidské tělo je označení pro biologickou strukturu, která tvoří člověka. Je tvořeno mnoha různými druhy buněk, které společně tvoří tkáně a následně orgánové soustavy. Ty společně zajišťují homeostázu (tj.: stálost vnitřního prostředí) a životaschopnost člověka.
Funkce jednotlivých orgánových soustav jsou úzce propojeny a navzájem se ve svých funkcích doplňují. Jako podpůrná jednotka slouží kostra člověka, která primárně společně se svaly zajišťuje oporu a pohyblivost celého organismu. Živiny tělo přijímá, štěpí a vylučuje v trávicí soustavě. Přebytečné látky jsou také z těla odstraňovány vylučovací soustavou. Reprodukci zajišťuje rozmnožovací soustava. Interakce s okolím jsou rozlišovány pomocí smyslové soustavy, která následně vysílá informace periferním nervovým systémem k centrální nervové soustavě, kde jsou nakonec zpracovány. Na řízení celého organismu se také podílí endokrinní soustava. Tělo je chráněno proti vnějším vlivům lymfatickým a imunitním systémem. Za přenos živin, hormonů a dalších látek zodpovídá oběhový systém. Dýchání, tedy transport dýchacích plynů mezi vnitřním a vnějším prostředím zajišťuje dýchací soustava. 
Lidské tělo můžeme dělit na několik částí nebo krajin. Toto dělení se využívá především v anatomii nebo chirurgických oborech.

## Stavba

### Hlava (caput)
Hlava slouží jako řídící centrum lidského těla, ve kterém se nachází většinová část centrální nervové soustavy – mozek, a většina smyslových orgánů vyjma hmatu, který je nerovnoměrně rozprostřen po celém těle. Tvar hlavy je určen především tvrdou lebkou, která ochraňuje mozek a ostatní orgány v hlavě uložené.
Na hlavě se ze předu nacházejí dvě oči sloužící jako zrakový orgán, nos jako čichový orgán, ústa pro přijímání potravy a druhotně i ke komunikaci, po stranách jsou uši sloužící jako sluchový orgán.
V přední části hlavy, obličeji, se nachází také mimické svalstvo umožňující lidem neverbální komunikaci.

### Trup (truncus)
Za základ trupu se dá považovat soustava kostí a jejich spojení zvaná páteř, prostupující od hlavy až téměř k dolním končetinám, jenž je tvořena obratli (vertebrae)  a která umožňuje člověku vzpřímenou chůzi. Vnitřní orgány jsou chráněny hrudním košem tvořeným ze žeber a kosti hrudní (sternum), ve kterém se nacházejí hlavně srdce a plíce. Část dalších orgánů se nachází v dutině břišní.
V trupu se vyjma mozku nacházejí všechny důležité orgány, bez kterých není člověk schopen déle žít. Žebra dělíme na sedm párů pravých (costae verae), tři páry nepravých (costae spurie) a dvě volná (costae fluctuantes).

### Končetiny
Dělí se na horní a dolní končetiny, i když svojí stavbou jsou si velmi podobné. Jedná se o párové orgány, které jsou určeny k interakci s okolím.
Horní končetiny slouží pro manipulaci s předměty v okolí a proto jsou zakončeny rukama, které jsou schopny uchopit předmět a následně ho přemísťovat. Běžně se horním končetinám říká paže, ale anatomicky tento výraz označuje pouze část mezi ramenním kloubem (articulatio humeri) a loktem. Této části se také říká nadloktí. Horní končetina se skládá z ramenního kloubu, paže, loketního kloubu, předloktí a ruky. Ruka se skládá ze zápěstí, dlaně a pěti prstů, přičemž čtyři prsty jsou v opozici vůči palci. Opozice umožňuje úchop předmětů.
Dolní končetiny se nazývají nohy a jsou uzpůsobeny k tomu, aby umožňovaly člověku pohyb po zemi. Díky vzpřímené chůzi je člověk odkázán nést veškerou svoji váhu na dolních končetinách, což se projevilo na jejich stavbě. Dolní končetina se skládá z kyčelního kloubu (articulatio coxae), stehna (femur), kolene (articulatio genus), bérce, kotníků, hlezna, nártu, chodidla a prstů. Prstů je pět a žádný není v opozici.

## Lidské tělo v číslech

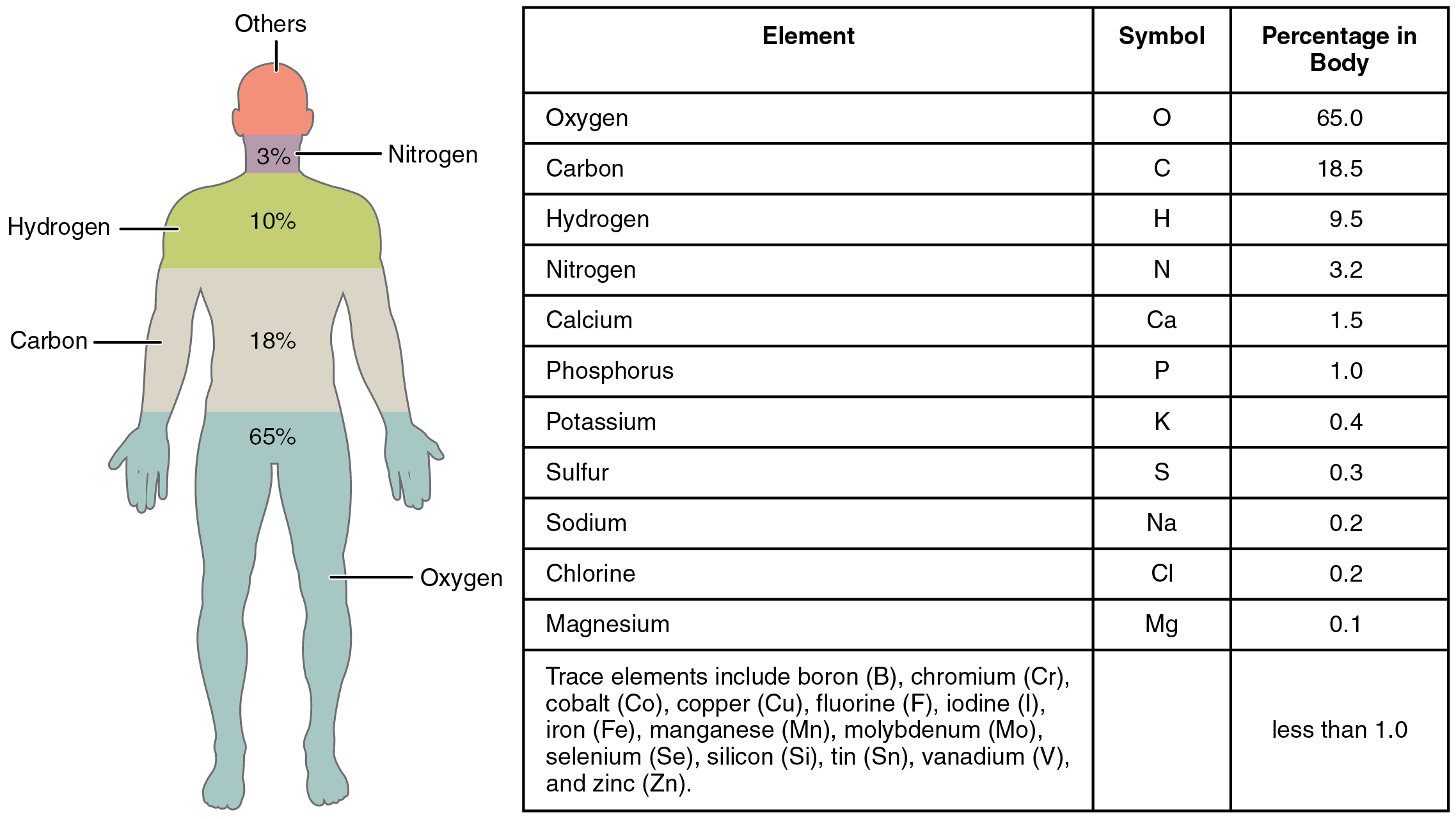
Chemické prvky v lidském těle podle hmotnosti. Stopové prvky tvoří méně než 1% (a každý z nich méně než 0,1%)

- Tělo dospělého člověka je složeno asi z 206 kostí (tělo novorozence z asi 270-350 kostí) z důvodu vyvíjení novorozence, se postupem času některé kosti shromažďují v celek.
- asi 639 svalů
- 16 % hmotnosti připadá na kůži
- 40 % na svaly
- 25 % na kosti
- 2 % na mozek

Lidské tělo se skládá z chemických prvků: vodíku, kyslíku, uhlíku, vápníku a fosforu. Tyto prvky jsou součástí trilionů buněk a nebuněčných tkání těla.
Tělo dospělého muže obsahuje asi 60 % tělní tekutiny, což je asi 42 litrů vody. Tělní tekutiny tvoří asi 19 litrů extracelulární tekutiny, zahrnující asi 3,2 litru krevní plazmy a asi 8,4 litru intersticiální tekutiny a kolem 23 litrů tekutin uvnitř buněk. Obsah, kyselost a složení vody uvnitř a vně buněk je tělem pečlivě kontrolováno a udržováno. Hlavními elektrolyty v tělní tekutině mimo buňky jsou sodík a chloridy, zatímco v buňkách je to draslík a fosfáty.
Všechny krevní cévy v lidském těle měří dohromady cca 96 000 kilometrů.[zdroj⁠?!]